# Хелмский отдельный разведывательный отряд Войск охраны пограничья
Хелмский отдельный разведывательный отряд Войск охраны пограничья (пол. Samodzielny Oddział Zwiadowczy WOP Chelm) — отряд в организационной структуре Войск охраны пограничья, существовавший в 1956—1957 годах.

## Краткая история
В соответствии с приказом № 013/WW от 6 июля 1956 года на базе 23-й бригады ВОП были образованы Манёвренная группа ВОП (пол. Grupę Manewrową WOP) и Отдельный разведывательный отряд ВОП (пол. Samodzielny Oddział Zwiadowczy WOP). Те солдаты, которые не вошли в личный состав новых частей, были переведены в три роты Шахтёрского войскового корпуса и отправлены на службу в шахты Ванда-Лев (пол. Wanda Lew), Вирек (пол. Wirek) и Валенты-Вавель (пол. Walenty Wawel). Через год рядовые были демобилизованы, а кадровый состав продолжил службу в шахтах. Первым командиром отряда стал подполковник Казимеж Закравач.
Отряд подчинялся 2-му разведывательному управлению Войск охраны пограничья.
В соответствии с приказом № 07/WW от 24 апреля 1957 года на базе Маневренной группы и Отдельного разведывательного отряда ВОП 1 мая того же года началось формирование 26-го Хелмского отдела ВОП.

## Организационная структура
- Командир отряда — пограничное полномочное лицо (пол. pełnomocnik graniczny)
- Заместитель командира отряда и секретарь пограничного полномочного лица
- 5 офицеров отряда
- Следователь
- Канцелярия отряда
- Пограничные заставы[пол.]:
  - Тересполь[пол.]
  - Влодава (пол. Włodawa)
  - Дорохуск[пол.]
  - Стжижув[пол.]
  - Долхобычув[пол.]
  - Хребенне (пол. Hrebenne)
- Пограничные пункты пропуска[пол.]: Тересполь (авто[пол.] и ж/д[пол.]), Дорохуск[пол.] (авто и ж/д) и Хребенне[пол.] (ж/д)